# 雅虎搜尋行銷
雅虎關鍵字廣告（前稱『雅虎搜尋行銷』），是雅虎推出的關鍵字廣告服務，讓廣告主可以在搜尋引擎在對網站搜尋者提供搜尋結果時顯示廣告。關鍵字廣告的特色在於能夠透過搜尋者在搜尋的時候所使用的關鍵字提供特定文字式廣告，並且以點閱計費（Pay-per-click）對廣告主進行收費；個別關鍵字的廣告刊登價格以自由競標的方式決定。雅虎在收購Overture Services, Inc.（前稱Goto.com）後開始提供關鍵字廣告服務。

## Goto.com的歷史
Goto.com是Idealab的分支，是全球第一家成功提供立即付費立即上線的廣告服務。
1998年2月，GoTo開始使用競標的模式讓廣告主對自己希望取得顯示於搜尋結果的廣告位置進行競標。搜尋者每次點閱廣告就會按照當時的競標價格對廣告主進行收費。
2001年10月8日，Goto.com, Inc.正式更改名字為Overture Services, Inc.。透過合作，Overture在MSN及雅虎每天無數的搜尋結果上顯示廣告。這些合作證明了這個營運模式非常成功。根據2002年10月9日CNET News.com的報導，在2002年第三季的業績裡面，估計Overture為雅虎貢獻了2千5百萬美元的收入。
這些成功的例子讓Overture收購  AltaVista及AlltheWeb兩個搜尋引擎網站。

## 雅虎收購Overture
2003年，雅虎正式以17億美元收購Overture。當時雅虎是Overture最大的客戶。雅虎在收購後陸續在全球各地以雅虎取代Overture的品牌。

## 雅虎奇摩關鍵字廣告（台灣）
早期台灣以Overture（香港商序曲股份有限公司）的名義提供關鍵字廣告服務。雅虎收購Overture後，台灣雅虎奇摩也跟隨雅虎全球的腳步，將品牌從Overture改變為雅虎搜尋行銷。
雅虎奇摩從西元2004年開始積極推廣搜尋行銷服務，至2006年5月成長為1萬個用戶；Yahoo!奇摩搜尋行銷於西元2005年的營業額對外公布為4億新台幣，2006年進一步增加為10億新台幣。
雅虎奇摩的用戶除可以線上直接加入外，用戶還可以透過雅虎奇摩授權的經銷商取得關鍵字廣告服務。
2007年下半年，品牌從『雅虎搜尋行銷』再改為『雅虎關鍵字廣告』。

## 外部連結
- （繁體中文）雅虎關鍵字廣告 （页面存档备份，存于）